# Stadt-Brauerei Leipzig

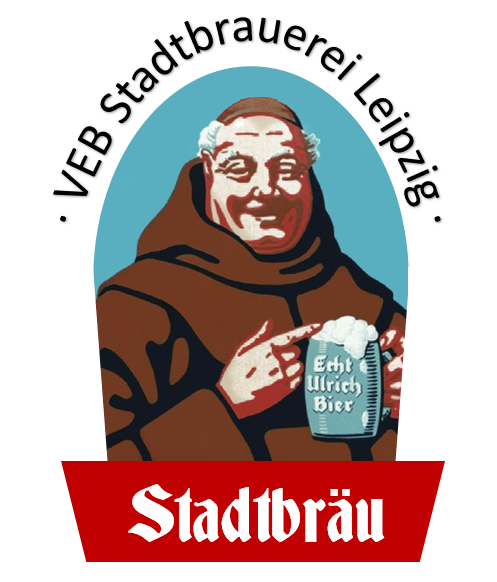
Logo der Stadtbrauerei

Die Stadt-Brauerei Leipzig war von 1826 bis 1991 eine Bierbrauerei in Leipzig.

## Geschichte
1826 wurde die Brauerei von Carl Friedrich Pochmann in der Emilienstraße in Leipzig eröffnet, eine Brauerei, die schon vorher bestand und umgebaut wurde. Sie lässt sich bis auf das Jahr 1469 zurückführen. Er reagierte damit auf die rasch wachsende Nachfrage an Bier im Leipziger Raum. Die Produktion umfasste am Anfang nur obergärige Biere, die eine lange Tradition in Leipzig hatten. Bekannt ist heute noch die Leipziger Gose.
1828 pachtete der Braumeister Carl Wilhelm Naumann die Brauerei; er gründete zudem eine eigene Brauerei in Plagwitz. Nach Pochmanns Tod wurde die Brauerei von seiner Familie zunächst weitergeführt, 1837 aber an Ephraim Wölbling verkauft. Wölbling und seine Nachfahren bauten die Brauerei umfassend aus und erweiterten das Produktangebot. 1873 kauften Friedrich August Ulrich und sein Geschäftspartner die Brauerei. Ulrich investierte in Werbung für die Brauerei, um die Marke zu etablieren. In Anlehnung an die vier Klöster in Leipzig verwendete er den Mönch als Werbeträger des Bieres.
1911 übernahm Arthur Ulrich die Brauerei und wandelte sie in eine Kommanditgesellschaft um. Er betrieb die Brauerei bis 1931.
1938 produzierte die Brauerei ober- und untergärige Biere, Malz für den eigenen Bedarf, Eis, diverse Nebenprodukte und alkoholfreie Getränke. Gesellschafter waren: Gertrud Ulrich, Geschäftsführer Rolf Ulrich und Karl Reinhardt. Der Grundbesitz der Brauerei umfasste 80.000 Quadratmeter, davon entfielen auf die Brauerei im Herzen von Leipzig 13.000 Quadratmeter, 15.000 Quadratmeter auf die Flaschenbierabfüllung in Leipzig-Großzschocher, der Rest auf weitere Grundstücke. Zur Brauereianlage gehörte das Sudhaus mit Dampfkochung, 56-Zentner-Schüttung des Systems Doppelsudwerk von Weigel, Lagerkapazitäten in Holz-, Aluminium- und Stahltanks, drei Eismaschinen mit 240.000 kcal/h (in heutigen Einheiten entspricht dies einer Leistung von ca. 280 kW), Fass- und Flaschenreinigungsmaschinen, zwei Dampfmaschinen und elektrischer Antrieb, die Trebertrocknung, die Tennenmälzerei, die Darren (System Zweihorden), diverse Lastkraftwagen und Gespanne mit Pferden. Niederlagen der Brauerei befanden sich in Zeitz-Aylsdorf, Hauptstraße 22; Zwenkau, Ritterstraße 10; Merseburg, Bürgergarten 2 sowie die Flaschenbierabfüllung in der Dieskauer Straße 177–179 in Leipzig. Zur Belegschaft zählten 125–135 Arbeiter und Angestellte.
Nach dem Zweiten Weltkrieg entging die Brauerei durch Umwandlung in eine Kommanditgesellschaft noch der Enteignung. 1972 wurde sie Bestandteil des VEB Getränkekombinat Leipzig und 1975 innerhalb des Kombinats mit den Brauereien Ermisch und Bauer zum VEB Stadtbrauerei Leipzig zusammengeschlossen. Fehlende Investitionen in die Produktionsanlagen und Gebäude zu DDR-Zeiten zwangen die Stadtbrauerei F. A. Ulrich GmbH, zwischenzeitlich Gesellschaft mit beschränkter Haftung, letztendlich 1991 zur Schließung.

## Biersorten
- Lipsiator
- Deutsches Pilsner
- Pilsner
- Vollbier Hell
- Einfach Bier
- Bier nach Kulmbacher Art
- Bier nach Münchner Art
- Schankbier
- Vollbier
- Bock
- Märzen
- Malzbier
- Doppel-Caramel
- Caramel-Bier

## Galerie

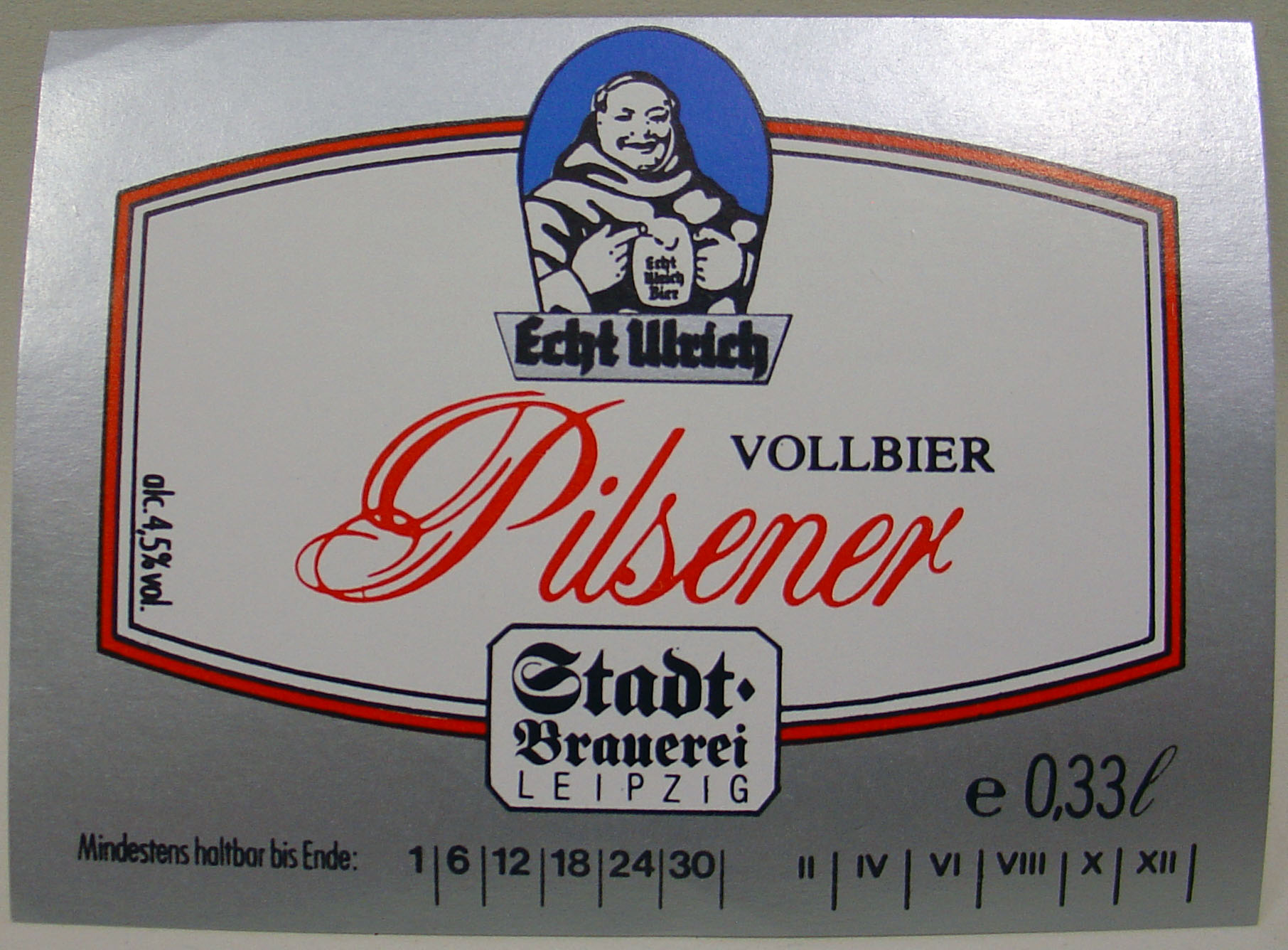
Etikett der Stadtbrauerei F.A. Ulrich GmbH
Gesamtansicht der Brauerei F.A. Ulrich in der Windmühlenstraße in Leipzig
Brauerei F.A. Ulrich in Leipzig-Großzschocher
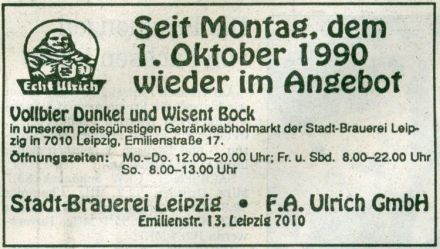
Anzeige der Brauerei F.A. Ulrich am 3. Oktober 1990